# Austroargiolestes alpinus
Austroargiolestes alpinus är en trollsländeart som först beskrevs av Tillyard 1913.  Austroargiolestes alpinus ingår i släktet Austroargiolestes och familjen Megapodagrionidae. Inga underarter finns listade i Catalogue of Life.